# Dolicholobium riuense
Dolicholobium riuense är en måreväxtart som beskrevs av M.E. Jansen. Dolicholobium riuense ingår i släktet Dolicholobium och familjen måreväxter. Inga underarter finns listade i Catalogue of Life.